# Eduard Sobol
Eduard Oleksandrovych Sobol (en ucraniano: Едуард Олександрович Соболь; Vilniansk, Zaporiyia, Ucrania, 20 de abril de 1995) es un futbolista ucraniano. Juega de defensa y su equipo es el R. C. Estrasburgo de la Ligue 1.

## Trayectoria
Formado en las inferiores del PFK Metalurg Zaporizhia, debutó con el primer equipo el 5 de noviembre de 2011 contra el FC Enerhetyk Burshtyn en la Persha Liha.
En febrero de 2013 fichó por tres años por el FK Shajtar Donetsk.
Durante su préstamo al Slavia Praga fue parte del equipo que ganó la final de la Copa de la República Checa de 2017-18 ante el FK Jablonec.
En julio de 2019 fue cedido con opción de compra al Club Brujas por una temporada. El 30 de mayo de 2020 el conjunto belga anunció que ambos equipos habían llegado a un acuerdo para extender el préstamo un año más. Tras estas dos cesiones se quedó en el club, donde estuvo hasta que en enero de 2023 fue traspasado al R. C. Estrasburgo. Un año después regresó a Bélgica al ser cedido al K. R. C. Genk.

## Selección nacional
Es internacional absoluto por Ucrania desde el año 2016.

## Estadísticas

### Clubes
Actualizado al último partido disputado el 12 de abril de 2025.
| Club | Div.          | Temporada     | Liga  | Liga  | Copas nacionales(1) | Copas nacionales(1) | Copas internacionales(2) | Copas internacionales(2) | Total | Total |
| Club | Div.          | Temporada     | Part. | Goles | Part.               | Goles               | Part.                    | Goles                    | Part. | Goles |
| --- | ------------- | ------------- | ----- | ----- | ------------------- | ------------------- | ------------------------ | ------------------------ | ----- | ----- |
| Metalurh Zaporizhya · Ucrania | 2.ª           | 2011-12       | 14    | 2     | 0                   | 0                   | ―                        | ―                        | 14    | 2     |
| Metalurh Zaporizhya · Ucrania | 1.ª           | 2012-13       | 9     | 0     | 0                   | 0                   | ―                        | ―                        | 9     | 0     |
| Metalurh Zaporizhya · Ucrania | Total club    | Total club    | 23    | 2     | 0                   | 0                   | 0                        | 0                        | 23    | 2     |
| Shakhtar Donetsk · Ucrania | 1.ª           | 2012-13       | 5     | 0     | 1                   | 0                   | 0                        | 0                        | 6     | 0     |
| Shakhtar Donetsk · Ucrania | 1.ª           | 2013-14       | 9     | 0     | 1                   | 0                   | 0                        | 0                        | 10    | 0     |
| Shakhtar Donetsk · Ucrania | 1.ª           | 2014-15       | 0     | 0     | 0                   | 0                   | 0                        | 0                        | 0     | 0     |
| Shakhtar Donetsk · Ucrania | Total club    | Total club    | 14    | 0     | 2                   | 0                   | 0                        | 0                        | 16    | 0     |
| Metalurh Donetsk · Ucrania | 1.ª           | 2014-15       | 15    | 0     | 0                   | 0                   | ―                        | ―                        | 15    | 0     |
| Metalurh Donetsk · Ucrania | Total club    | Total club    | 15    | 0     | 0                   | 0                   | 0                        | 0                        | 15    | 0     |
| Metalist Kharkiv · Ucrania | 1.ª           | 2015-16       | 21    | 0     | 0                   | 0                   | ―                        | ―                        | 21    | 0     |
| Metalist Kharkiv · Ucrania | Total club    | Total club    | 21    | 0     | 0                   | 0                   | 0                        | 0                        | 21    | 0     |
| Zorya Luhansk · Ucrania | 1.ª           | 2016-17       | 21    | 1     | 1                   | 0                   | 5                        | 0                        | 27    | 1     |
| Zorya Luhansk · Ucrania | Total club    | Total club    | 21    | 1     | 1                   | 0                   | 5                        | 0                        | 27    | 1     |
| Slavia Praga · República Checa | 1.ª           | 2017-18       | 20    | 1     | 2                   | 0                   | 6                        | 0                        | 28    | 1     |
| Slavia Praga · República Checa | Total club    | Total club    | 20    | 1     | 2                   | 0                   | 6                        | 0                        | 28    | 1     |
| F. K. Jablonec · República Checa | 1.ª           | 2018-19       | 21    | 1     | 2                   | 0                   | 4                        | 0                        | 27    | 1     |
| F. K. Jablonec · República Checa | Total club    | Total club    | 21    | 1     | 2                   | 0                   | 4                        | 0                        | 27    | 1     |
| Club Brujas · Bélgica | 1.ª           | 2019-20       | 26    | 0     | 5                   | 0                   | 6                        | 0                        | 37    | 0     |
| Club Brujas · Bélgica | 1.ª           | 2020-21       | 30    | 2     | 1                   | 0                   | 6                        | 0                        | 37    | 2     |
| Club Brujas · Bélgica | 1.ª           | 2021-22       | 28    | 1     | 4                   | 0                   | 4                        | 0                        | 36    | 1     |
| Club Brujas · Bélgica | 1.ª           | 2022-23       | 9     | 1     | 1                   | 0                   | 4                        | 0                        | 14    | 1     |
| Club Brujas · Bélgica | Total club    | Total club    | 93    | 4     | 11                  | 0                   | 20                       | 0                        | 124   | 4     |
| R. C. Estrasburgo Francia | 1.ª           | 2022-23       | 15    | 0     | ―                   | ―                   | ―                        | ―                        | 15    | 0     |
| R. C. Estrasburgo Francia | 1.ª           | 2023-24       | 3     | 0     | 1                   | 0                   | ―                        | ―                        | 4     | 0     |
| K. R. C. Genk · Bélgica | 1.ª           | 2023-24       | 13    | 0     | ―                   | ―                   | ―                        | ―                        | 13    | 0     |
| K. R. C. Genk · Bélgica | Total club    | Total club    | 13    | 0     | 0                   | 0                   | 0                        | 0                        | 13    | 0     |
| R. C. Estrasburgo Francia | 1.ª           | 2024-25       | 10    | 0     | 2                   | 0                   | ―                        | ―                        | 12    | 0     |
| R. C. Estrasburgo Francia | Total club    | Total club    | 28    | 0     | 3                   | 0                   | 0                        | 0                        | 31    | 0     |
| Total carrera | Total carrera | Total carrera | 269   | 9     | 21                  | 0                   | 35                       | 0                        | 325   | 9     |
| (1) Incluye datos de la Copa de Ucrania, la Copa de la República Checa, la Copa de Bélgica y la Copa de Francia. (2) Incluye datos de la Liga Europa de la UEFA (2016-17, 2017-18, 2018-19) y la Liga de Campeones de la UEFA (2019-20). |               |               |       |       |                     |                     |                          |                          |       |       |

### Selección nacional
| Selección          | Temporada     | Amistosos | Amistosos | Europa | Europa | Mundial | Mundial | Total | Total |
| Selección          | Temporada     | Part.     | Goles     | Part.  | Goles  | Part.   | Goles   | Part. | Goles |
| ------------------ | ------------- | --------- | --------- | ------ | ------ | ------- | ------- | ----- | ----- |
| Absoluta · Ucrania | 2016          | 0         | 0         | 4      | 0      | -       | -       | 4     | 0     |
| Absoluta · Ucrania | 2017          | 2         | 0         | 1      | 0      | -       | -       | 3     | 0     |
| Absoluta · Ucrania | 2018          | 3         | 0         | 0      | 0      | -       | -       | 3     | 0     |
| Absoluta · Ucrania | 2019          | 2         | 0         | 2      | 0      | -       | -       | 4     | 0     |
| Absoluta · Ucrania | Total         | 7         | 0         | 7      | 0      | 0       | 0       | 14    | 0     |
| Total carrera      | Total carrera | 7         | 0         | 7      | 0      | 0       | 0       | 14    | 0     |

## Palmarés

### Títulos nacionales
| Título                      | Club             | País            | Año     |
| --------------------------- | ---------------- | --------------- | ------- |
| Liga Premier de Ucrania     | Shakhtar Donetsk | Ucrania         | 2012-13 |
| Copa de Ucrania             | Shakhtar Donetsk | Ucrania         | 2012-13 |
| Supercopa de Ucrania        | Shakhtar Donetsk | Ucrania         | 2013-14 |
| Liga Premier de Ucrania     | Shakhtar Donetsk | Ucrania         | 2013-14 |
| Supercopa de Ucrania        | Shakhtar Donetsk | Ucrania         | 2014-15 |
| Copa de la República Checa  | Slavia Praga     | República Checa | 2017-18 |
| Primera División de Bélgica | Club Brujas      | Bélgica         | 2019-20 |
| Primera División de Bélgica | Club Brujas      | Bélgica         | 2020-21 |
| Supercopa de Bélgica        | Club Brujas      | Bélgica         | 2021    |
| Primera División de Bélgica | Club Brujas      | Bélgica         | 2021-22 |
| Supercopa de Bélgica        | Club Brujas      | Bélgica         | 2022    |